# Färs härads sparbank
Färs härads sparbank var en svensk sparbank för Färs härad med huvudkontor i Sjöbo.
Färs härads sparbank var den första häradssparbanken i Sverige. Den bildades vid ett sammanträde på gästgivaregården i Sjöbo den 12 februari 1839 och öppnade i en lokal i Övedskloster den 27 mars samma år. Inledningsvis hade banken många insättare även utanför häradet, men efter att insättningen ökat kraftigt under 1847 beslutades det att insättningen skulle begränsas för de som inte bodde i häradet.
Esperöds sparbank uppgick i Färs härads sparbank 1979, följt av Lövestads sparbank 1980.
1989 gick Färs härads sparbank ihop med Frosta sparbank för att bilda Färs och Frosta Sparbank. Verksamheten uppgick år 2014 i Sparbanken Skåne.

## Källhänvisningar
1. ↑  Trelleborgs stads sparbank 1868-1943 : minnesskrift med anledning av sparbankens 75-årsjubileum, Emil Sommarin, 1943, s. 14
2. ↑  ”Färs & Frosta Sparbank Årsredovisning 2008”. Arkiverad från originalet den 19 juni 2017. https://web.archive.org/web/20170619203809/https://www.sparbankenskane.se/idc/groups/public/@i/@8079/documents/article/fm_757109.pdf. Läst 22 juni 2017.
3. ↑  Frosta härad : bygden och sparbanken, 1948, s. 176-177
4. ↑  Sparbankerna 1979, Statistiska centralbyrån 1980
5. ↑  Sparbankerna 1980, Statistiska centralbyrån, Stockholm 1981